# 松島茂
松島 茂（まつしま しげる、1972年3月5日 - 2020年2月23日）は、文化放送に勤務していたアナウンサー。スポーツ番組のプロデューサーを兼務していたが、在職中に死去した。

## 来歴・人物
埼玉県蕨市出身で、長らく鳩ヶ谷市（現在の川口市）内で生活した。
早稲田中学校・高等学校を経て進学した早稲田大学教育学部では、多数のアナウンサーを輩出した学内のアナウンス研究会で活動。フリーアナウンサーの加藤暁は、高校・大学・アナウンス研究会の同期であった。
大学卒業後の1994年、アナウンサーとして吉田涙子（現在は報道部記者）とともに文化放送に入社した。長谷川太やアナウンス研究会後輩の飯塚治などとともに、『文化放送ライオンズナイター』や箱根駅伝実況中継など、スポーツ中継の実況やリポートを担当した。2006年のFIFAワールドカップの期間中には、リポーターとして開催国のドイツへ派遣された。
プロ野球中継では、2004年10月25日の日本シリーズ第7戦・中日ドラゴンズ対西武ライオンズ戦（ナゴヤドーム）で、西武の日本シリーズ制覇の瞬間を実況した。2015年10月1日に『文化放送ライオンズナイター』で放送されたオリックス・バファローズ対埼玉西武ライオンズ戦（京セラドーム大阪）中継で、秋山翔吾（当時は西武の外野手）がNPB一軍公式戦のシーズン最多安打記録（216安打）を達成した瞬間を伝えた。さらに、2004年アテネオリンピックと2016年リオデジャネイロオリンピックでは、ジャパンコンソーシアムの派遣アナウンサーとしてラジオ中継で実況を務めた。担当競技は不明だが、日本代表の銅メダル獲得の瞬間を伝えた。そのため、2020年東京オリンピックの開催が決定してからは、女子競泳競技決勝のラジオ中継で池江璃花子が金メダルを獲得する瞬間を実況することを目標に掲げていた。
2019年には、11月末までスポーツアナウンサーとして活動しながら、スポーツ中継やスポーツ関連番組のプロデューサー・ディレクターを兼務した。9月24日の『文化放送ライオンズナイター』で、千葉ロッテマリーンズ対埼玉西武ライオンズ戦（ZOZOマリンスタジアム）中継の実況担当として、西武のパシフィック・リーグ2連覇達成の瞬間を伝えた。その一方で、10月に入ってからは、息苦しさを感じるなどの体調不良が続いた。後に受診した健康診断でがんが判明したため、12月以降は放送の現場を離れて病院で療養に専念した。Twitter上の自身のアカウントや、プロデューサー兼任で出演していた『岩本勉のまいどスポーツ』を通じて、「私少々体調を崩してしまいまして、お休みをいただいています。しっかり体のメンテナンスをして又放送マイクの前に戻ります」と発表した。
2020年2月23日午前7時20分、肺腺ガンのため47歳で死去した。生前最後に出演したスポーツ中継は、2019年10月22日のプロ野球日本シリーズ第3戦（東京ドームの読売ジャイアンツ対福岡ソフトバンクホークス戦）の関東ローカル向けラジオ中継（実況担当）で、最後にスタジオから出演した番組は11月25日に生放送の『岩本勉のまいどスポーツ』であった。
文化放送では、2020年2月24日に松島の訃報を伝えるとともに、病名を初めて公表した。スポーツアナウンサーとして活動中に死去したため、訃報が伝わった直後から文化放送の番組共演者や関係者、他局のアナウンサーやフリーアナウンサー、早稲田大学アナウンス研究会のOBなどが、追悼のコメントを出演番組などで相次いで発表した。西武から2020年にMLBのシンシナティ・レッズに移籍したばかりの秋山は、西武時代に松島と親交が深かった縁で、日本プロ野球のオープン戦に相当する「プレシーズンゲーム」でMLBにおける対外試合初安打を放った際のボールを遺族に届けた。
2020年2月28日に川口市内（文化放送の送信所がある）で執り行われた葬儀・告別式では、野球解説者として『文化放送ライオンズナイター』でたびたび共演した松沼博久が弔辞を述べた ほか、2019年10月23日のプロ野球日本シリーズ第4戦の記者証やプロ野球・箱根駅伝の取材メモなどが棺に収められた。戒名は、名前の茂と早稲田大学出身アナウンサーの経歴から「放音稲茂居士」 とされた。
プライベートでは愛犬家で、文化放送が毎年発売している「アナウンサーカレンダー」の2008年版では、飼い犬とともに映った写真が使われていた。また、相撲が得意で、生前は「アナウンサーになっていなかったら横綱になっていた」と称していた。さらに、東洋大学陸上競技部員時代に箱根駅伝関連の取材を通じて知り合った柏原竜二とは、卒業後も親しく交流した。2019年には、『箱根駅伝の道』 の担当プロデューサー兼アナウンサーとして、2017年に富士通陸上競技部で競技生活から退いていた柏原のナビゲーター起用に尽力した。一方の柏原は、2016年3月28日から2018年3月26日まで『岩本勉のまいどスポーツ』でアシスタントを務めていた八木菜緒（担当期間中は文化放送の契約アナウンサー）と2019年4月に結婚した。松島が2人の仲を取り持っていたことから、2019年4月22日放送分の『まいどスポーツ』では、松島が同席する前で夫婦揃って結婚を報告した。このような縁から、松島の訃報を受けて追悼文を公表。松島の葬儀と告別式には、夫婦揃って参列した。
なお、文化放送では2020年2月25日から3月6日まで、本社の受付に一般向けの記帳台を設置した。この期間中に、およそ1,500名が記帳に訪れた。また、松島の一周忌（2021年2月23日）に際しては、『岩本勉のまいどスポーツ』（22日）、『くにまるジャパン 極』（23日） で追悼特集を編成した。

## 過去の担当番組
- 梶原しげるの本気でDONDON
  - 「松島一直線」のマイクネームで、探検隊員（リポーター）として出演した。
- ライオンズナイター
- ホームランナイター
- 箱根駅伝実況中継
  - 中継所のリポーターを経て、2019年まで往路または復路のセンター実況を担当した。プロ野球のナイターオフ期間は、本戦の出場校を取材して、その模様を『箱根駅伝への道』[注釈 3] で随時報告していた[14]。
  - 肺腺ガンで入院加療中だった2020年も、クレジット上は企画担当として中継に参画した。実際の中継は、松島に代わり寺島啓太がセンター実況を初めて担当した。没後の2021年からは、柏原が往路・復路共通の「メイン解説」を務めている。
- おはよう寺ちゃん 活動中
  - 箱根駅伝の中継日（1月2日・3日）が平日と重なる場合に中継の直前まで放送されることから、駅伝の優勝校を予想する企画で、毎年正月の放送に出演することが恒例になっていた[2]。
- 競馬中継
- 競艇LIVE（鈴木光裕からSG戦中継の実況担当を継承）
- オートレース中継 
  - スーパースター王座決定戦では、2012年にラジオ中継の実況、2013年6・7月にテレビ中継（CS放送）の司会・実況を担当。以降も不定期で、テレビ中継に出演していた。
- 岩本勉のまいどスポーツ（2007年2月4日放送分からアシスタントを担当）
  - レギュラーアシスタントへ起用される前に臨時のアシスタントとして1回出演し、起用後はプロデューサーも兼務した。
  - 2019年11月25日放送分まで出演したのちに休演した。12月2日の放送分で、体調不良で休演する旨のコメントを出した。
  - パーソナリティの岩本勉は松島と同学年で、共演を重ねるにつれてプライベートでも親交を深めた[15]。2020年2月10日放送分で、当時病院で療養中だった松島を見舞ったことを明かした。
  - 死去翌日の2020年2月24日は月曜日で、同日と翌週3月2日は、松島の追悼特別番組として放送した。2月24日放送分は、当時アナウンス部長だった太田英明と長谷川が松島の訃報を冒頭で伝えた[15] 後に、生前親交の深かった柏原・えのきどいちろう・東尾修らがスタジオや電話で松島の思い出やエピソードを語った。
- ナス☆シスのおねがいミッドナイトエンジェル（超!A&G+）第1部の冒頭のナレーション担当した。※2010年10月4日開始の番組
- ライオンズエキスプレス
  - 主に月曜日を担当した。そのまま前述の『まいどスポーツ』に出演した。
- 日野ミッドナイトグラフィティ 走れ!歌謡曲
  - 毎年春・夏・秋の3回に設けられる日本プロ野球・メジャーリーグ関連のコーナーで、2019年の途中まで岩本と共演した。
- サタデースポーツパラダイス（ナイターオフ期の土曜日夕方のスポーツニュース枠）
- センパツ!（2009年10月 - 2010年9月、火曜日・木曜日キャッチャー）
- 菅野しろうのアナログ情報バラエティ しろバラ（番組内のスポーツコーナー「すぽバラ!」「箱根駅伝への道」に不定期出演）
- 吉田照美 ソコダイジナトコ（「7時の情報デリバリー」の月曜枠「ソコトコ スポーツ」に不定期で出演）

以下はいずれも、文化放送からジャパンコンソーシアムへの派遣アナウンサーとして、ラジオでの競技中継の実況を担当。
- 2004年アテネオリンピック（野球の日本代表戦などの中継）
- 2016年リオデジャネイロオリンピック